# Gens du Livre
Les gens du Livre ou ahl al-kitâb (arabe : اهل الكتاب) sont ceux à qui, selon le Coran, les messages divins ont été révélés à travers un livre révélé à un prophète.
Pour l'islam, le concept s'applique aux peuples monothéistes dont la religion est fondée sur des enseignements divins à travers un livre révélé à un prophète et enseigné par ce dernier. Pour les musulmans orthodoxes ceci inclut au moins tous les chrétiens, juifs (karaïtes et samaritains inclus), et les sabéens (généralement identifiés aux mandéens). Dans une définition plus large, le concept s'étend parfois aux zoroastriens qui bénéficient de ce statut par leur livre saint, l'Avesta.

## Dans le Coran
L'expression « Gens du Livre » revient une trentaine de fois dans le texte coranique. D'après le dogme communément admis, il y désigne les peuples ayant reçu un livre sacré, par l'intermédiaire d'un prophète. Les peuples concernés sont donc principalement les juifs et les chrétiens. Le Coran utilise ce livre pour former une identité au peuple désigné. Ainsi, les chrétiens sont appelés « Gens de l'Évangile » (Cor. 5.47). Le Coran est ambigu vis-à-vis de ces communautés, mettant parfois l'accent sur les liens de Foi mais plus souvent sur leurs échecs, leurs jalousies, etc. Ces évolutions pourraient être associées aux rapports qu'entretient Mahomet avec ces communautés au fur et à mesure de son apostolat.
Le Coran est particulièrement dur contre ces peuples qui n'ont pas reconnu la sacralité du Coran. Celui-ci les accuse de s’être détourné de Dieu et d'avoir falsifié ses Écritures. Certains groupes minoritaires de musulmans refusent de dialoguer avec les « gens du Livre », s'appuyant sur le début du verset 29 de la sourate 9 (At-Tawba), le « verset de la guerre » : « Combattez : ceux qui ne croient pas en Dieu et au Jour dernier ; ceux qui ne déclarent pas illicite ce que Dieu et Son Prophète ont déclaré illicite ; ceux qui, parmi les Gens du Livre (Juifs et Chrétiens) ne pratiquent pas la vraie Religion ».
Néanmoins, dans d'autres versets, le Coran invite à une certaine tolérance vis-à-vis de ces peuples qui, bien qu'infidèles, ne sont pas mis au niveau des polythéistes. Ainsi, si ces derniers n'ont pas d'autres choix que la conversion à l'islam ou la mort, ce n'est pas le cas des « gens du Livre » qui forment une communauté qu'il est légal de côtoyer. Par exemple, les musulmans ont le droit de manger la nourriture des juifs et des chrétiens dans les premières années de l'islam (Cor. 5.5) par contre ce verset a été ensuite annulé par la sourate 9 (verset 29), dans ce cas voir ordre de révélation des versets et leur abrogation, donc il est strictement interdit à un musulman de consommer la nourriture des "gens du livre". Néanmoins, il n'auront la vie sauve que contre un impôt supplémentaire "présenté comme une humiliation devant témoigner de leur soumission" : "Combattez les jusqu'à ce qu'ils payent le tribut après s'étre humiliés (fin du verset 9.29).
Ainsi,  les Juifs sont, dans le texte coranique, à la fois considérés comme peuple choisi par Dieu, récepteur de sa Loi et en cela accepté au Paradis mais aussi comme les adorateurs du Veau d'or, ceux qui ont « perverti » les Écritures, maudits par Dieu...et sont, en cela, promis à l'Enfer. Si le Coran sembla avoir admis initialement que les gens du Livre pouvaient se sauver en respectant leurs propres rites, les versets plus tardifs leur ordonnent de se convertir à l'islam, le judaïsme devenant alors condamné et maudit. Le Coran énumère de nombreuses fautes attribuées aux Juifs, allant de la transgression du sabbat à l'idolâtrie. Outre l'épisode du Veau d'or, il évoque notamment, dans le verset 30 de la sourate 9, l'adoration d’un certain ʿUzayr (arabe : عزير), présenté comme étant considéré par les Juifs comme « fils de Dieu », à l'image de ce que les chrétiens affirment à propos de Jésus de Nazareth. La tradition exégétique islamique identifie ʿUzayr à Esdras le Scribe, bien qu'aucune source du corpus hébraïque ne mentionne une telle vénération,.

## Dans les hadiths et les textes islamiques
Dans les hadiths, l'attitude principale de l'islam vis-à-vis du judaïsme et du christianisme est la méfiance. Cela s'inscrit dans une volonté de distinguer clairement les institutions et les communautés. Un principe largement adopté est « n'agissez pas comme le font les gens du Livre », ce qui ressemble à l'interdiction talmudique de suivre les pratiques des Gentils. Cela n’empêche pas l'islam naissant d'utiliser les éléments du judaïsme, Yom Kippour devenant ainsi le jeûne d'Ashoura, puis du Ramadan. Les hadiths ont parfois transformé des épisodes de la vie de Mahomet en principes généraux.
À partir du IXe siècle se mettent en place de nombreuses controverses à but apologétique. Celles-ci balancent entre l'opinion selon laquelle les Écritures judéo-chrétiennes sont authentiques et peuvent faire l'objet d'exégèse et celle selon laquelle, elles ne doivent pas être acceptées, ayant été falsifiées. La première prévaut jusqu'au Xe siècle.
La principale critique du judaïsme, dans ces débats, est celle d'un anthropomorphisme de Dieu. Contre les chrétiens, les polémistes ont développé l'idée d'altération de la Foi chrétienne par Paul de Tarse puis par Constantin, mais ont aussi critiqué le principe de Trinité (accusation de trithéisme), d'Incarnation et des passages des Écritures sont réinterprétés pour être une annonce de la venue de Mahomet.

## La question de l'appartenance aux gens du Livre
De nombreux débats ont eu lieu et durent encore pour savoir quels peuples sont intégrés aux « gens du Livre ». Ainsi, le Coran n'inclut pas explicitement les Sabéens. Cette inclusion est plus tardive. Beaucoup de juristes des débuts de l'islam, notamment Mâlik ibn Anas, fondateur de l'école malékite[réf. nécessaire], conviennent aussi d'y inclure le zoroastrisme (d'ailleurs reconnu comme tel dans l'Iran actuel).
Plus tard, l'interprétation légale a été étendue pour adapter le concept à d'autres non-musulmans vivant dans des pays dont l'autorité étatique était de confession musulmane (par exemple, hindous en Inde). Le régime de la dhimma leur a été imposé (paiement de la jizya, instauration du purdah, etc.), mais pas les autres possibilités prévues pour les chrétiens, juifs et sabéens. Par exemple, un homme musulman ne peut se marier avec une femme athée, agnostique, ou polythéiste si elle ne se convertit pas à l'islam (Cor. 2.221)[réf. nécessaire].

## Les gens du Livre sous la loi islamique
Le Pacte de Najran est signé en 631 et garantit la protection des chrétiens en échange d'un impôt raisonnable. Au fur et à mesure du temps, la situation devient plus compliquée. Avec le Pacte d'Umar, les chrétiens et juifs doivent être dans un « état d'humiliation ».
Dans toute l'histoire islamique, les musulmans ont employé le Coran pour justifier des positions très diverses envers les non-musulmans. À certaines époques et en certains lieux, les musulmans ont fait preuve de beaucoup de tolérance envers les non-musulmans ; à d'autres des non-musulmans ont été traités comme des ennemis et persécutés. Le statut de dhimmi est une des illustrations de cette diversité et des nuances à apporter quant à l'évaluation du traitement des minorités non-musulmanes dans des États musulmans.
Dans une nation à domination musulmane où est appliquée la charia, les gens du Livre ont le statut de dhimmi. Ils sont ainsi soumis, entre autres, à un impôt spécifique en échange d'une protection de l'État et d'une liberté (variable) de culte, y compris dans des aspects non spécifiquement culturels. En Iran contemporain, les fêtes mixtes, la culture des vignobles et la fabrication du vin leur sont permis mais pas aux musulmans. Ils bénéficient par ailleurs de sièges réservés aux Parlements iranien et jordanien par exemple, alors que leur faiblesse numérique ne leur permettrait pas nécessairement d'y avoir un des leurs.